# Мале-Валіхнови
Мале-Валіхнови (пол. Małe Walichnowy, нім. Klein Falkenau, 1942–45 Kleinfalkenau) — село в Польщі, у гміні Пельплін Тчевського повіту Поморського воєводства.
Населення — 372 особи (2011).
У 1975-1998 роках село належало до Гданського воєводства.

## Демографія
Демографічна структура станом на 31 березня 2011 року:
|          | Загалом | Допрацездатний вік | Працездатний вік | Постпрацездатний вік |
| -------- | ------- | ------------------ | ---------------- | -------------------- |
| Чоловіки | 175     | 34                 | 129              | 12                   |
| Жінки    | 197     | 44                 | 124              | 29                   |
| Разом    | 372     | 78                 | 253              | 41                   |